# James A. Lake
James Albert Lake (* 10. August 1941 in Kearney) ist ein US-amerikanischer Evolutionsbiologe und Molekularbiologe.
Lake studierte Physik an der University of Colorado in Boulder mit dem Bachelor-Abschluss 1963 und wurde 1967 an der University of Wisconsin-Madison in Physik promoviert. Seiner Dissertation war über die Struktur von Transfer-RNA. Als Post-Doktorand in Molekularbiologie war er am MIT und an der Harvard Medical School (ab 1968). Ab 1970 war er Assistant Professor am Lehrstuhl für Zellbiologie von George Palade an der Rockefeller University, ab 1973 Associate Professor an der New York University Medical School und wurde 1976 Professor für Molekularbiologie an der University of California, Los Angeles (UCLA). Dort ist er Distinguished Professor für Molekular-, Zell- und Entwicklungsbiologie (ab 1996) sowie Humangenetik (ab 2002).
Er erforscht mit genetischen Methoden den Stammbaum des Lebens (New Animal Phylogeny), einschließlich der Prokaryoten-Vorläufer der Eukaryoten (siehe Urvorfahr), wobei er genetische Beweise für den Endosymbiose-Ursprung der Eukaryoten lieferte. 2004 entdeckte er, dass das eukaryotische Genom aus der Fusion des Genoms einer Eubakterie und einer Archäbakterie entstand. Eine entsprechende Theorie (Eozyten-Hypothese) des Ursprungs der Eukaryoten in den Archäbakterien hatte er schon 1984 aufgestellt. 2009 fand er auch bei Prokaryoten Hinweise auf Endosymbiose in der frühen Stammbaumentwicklung (Gram-negative Bakterien mit doppelter Membran aus Symbiose von frühen Actinobakterien und Clostridium).
2011 erhielt er die Darwin-Wallace-Medaille. Er ist Fellow der Linnean Society of London, der American Academy of Microbiology, der American Association for the Advancement of Science. 1983 wurde er Fellow des Churchill College der Universität Cambridge, 2012 wurde er in die American Academy of Arts and Sciences gewählt.

## Schriften (Auswahl)
- mit E. Henderson, M. Oakes, M. W. Clark: Eocytes: A new ribosome structure indicates a kingdom with a close relationship to eukaryotes. Proceedings of the National Academy of Sciences USA 81, 1984, S. 3786–3790.
- mit R. Jain, M. C. Rivera: Horizontal gene transfer among genomes: the complexity hypothesis, Proceedings of the National Academy of Sciences USA, Band 96, 1999, S. 3801–3806
- mit R. Jain, M. C. Rivera: Mix and Match in the Tree of Life, Science, Band 283, 1999, S. 2927–2928.
- mit A. B. Simonson: The transorientation hypothesis for codon recognition during protein synthesis. Nature, Band 416, 2002, S. 281–285.
- mit R. Jain, M. C. Rivera, J. E. Moore: Horizontal gene transfer accelerates genome innovation and evolution, Molecular biology and evolution, Band 20, 2003, S. 1598–1602
- mit M. C. Rivera: The ring of life provides evidence for a genome fusion origin of eukaryotes, Nature, Band 431, 2004, S. 152–155
- mit A. B. Simonson, J. A. Servin, R. G. Skophammer, C. W. Herbold, M. C. Rivera: Decoding the genomic tree of life. Proceedings of the National Academy of Sciences USA, Band 102, 2005, Suppl. 1, S. 6608–6613
- Disappearing Act, Nature, Band 446, 2007, S. 983.
- mit R. G. Skophammer, J. A. Servin, C. W. Herbold: Evidence for a Gram Positive, Eubacterial Root of the Tree of Life, Molecular Biology and Evolution, Band 24, 2007, S. 1761–1768.
- mit Craig W. Herbold, Maria C. Rivera, Jacqueline A. Servin, Ryan G. Skophammer: Rooting the Tree of Life Using Nonubiquitous Genes, Molecular Biology and Evolution, Band 24, 2007, S. 130–136.
- Reconstructing Evolutionary Graphs: 3D Parsimony. Molecular Biology and Evolution, Band 25, 2008, S. 1677–1682.
- mit R. G. Skophammer, C. W. Herbold, J. A. Servin: Genome beginnings: Rooting the tree of life. Phil. Trans. Royal Soc., B, Band 364, 2009, S. 2177–2185
- Evidence for an early prokaryotic endosymbiosis, Nature, Band 460, 2009, S. 967–971.
- mit M. A. Ragan, J. O. McInerney: The network of life: genome beginnings and evolution, Philosophical Transactions of the Royal Society B, Band 364, 2009, S. 2169–2289.